# (46977) Kraków
(46977) Kraków – planetoida z pasa głównego asteroid okrążająca Słońce w ciągu 4 lat i 241 dni w średniej odległości 2,79 au. Została odkryta 18 września 1998 roku w Europejskim Obserwatorium Południowym przez Erica Elsta. Nazwa planetoidy pochodzi od historycznego polskiego miasta Kraków, wpisanego na Listę Światowego Dziedzictwa UNESCO. Przed nadaniem nazwy planetoida nosiła oznaczenie tymczasowe (46977) 1998 SE144.